# Lednica
Lednica – jezioro w Polsce, na Pojezierzu Gnieźnieńskim. Znajduje się na obszarze Lednickiego Parku Krajobrazowego, na zachód od Gniezna w województwie wielkopolskim, w powiecie gnieźnieńskim, w gminie Łubowo.
W plan gospodarowania wodami na obszarze dorzecza Odry z 2011 jezioro zostało wyznaczone jako jednolita część wód powierzchniowych Lednica o kodzie PLLW10157 i typie 5a (jezioro o wysokiej zawartości wapnia, o małym wpływie zlewni, stratyfikowane).
Jezioro rynnowe o długości 7,3 km powstałe na skutek polodowcowej erozji wód. Powierzchnia lustra wody jeziora wynosi 348 ha. Długość linii brzegowej wynosi 22,3 km. Na jeziorze znajduje się 5 wysp, o łącznej powierzchni 9,4 ha. Największą wyspą jest Ostrów Lednicki (7,5 ha), na którym znajduje się stanowisko archeologiczne. Pozostałe noszą nazwy Ledniczka i Wyspa Mewia. Wyniki podwodnych badań akustycznych oraz archeologicznych potwierdziły występowanie kilku średniowiecznych mostów łączących wyspę Ostrów Lednicki oraz sugerują występowanie takich mostów łączących wyspę Ledniczka ze stałym lądem. Z południowego krańca jeziora wypływa rzeka Główna będąca prawym dopływem Warty.
Jedno z przypuszczalnych miejsc, gdzie Mieszko I przyjął chrzest. Obecnie miejsce cyklicznie już obchodzonego chrześcijańskiego Ogólnopolskiego Spotkania Młodzieży Lednica 2000. Jezioro od północy obchodzi szlak pątniczy, Wielkopolska Droga św. Jakuba – odcinek szlaku pielgrzymkowego do grobu św. Jakuba w Santiago de Compostela w Hiszpanii.

## Jakość wód
Według pomiarów latem 1981 przewodność elektrolityczna wód jeziora wynosiła 400 μS, odczyn pH – 8,3, utlenialność – 5,1 mgO2/l, zawartość wapnia 89,6 mg/l, zawartość jonów siarczanowych – 150 mg/l, a chlorkowych – 52,5 mg/l. W 2018 w ramach monitoringu jakości wód obliczono Indeks Fitoplanktonowy dla Polskich Jezior, który wskazał bardzo dobry stan ekologiczny wód i to był jedyny klasyfikowany wówczas element biologiczny. Średnioroczna przezroczystość (2,9 m widzialności krążka Secchiego), przewodność 653 μS/cm i zawartość fosforu ogólnego (0,05 mg/l) mieściła się w normach dobrego stanu, ale zawartość azotu ogólnego (2,3 mg/l) przekroczyła te normy, więc stan ekologiczny ostatecznie sklasyfikowano jako umiarkowany. Odczyn pH wyniósł wtedy 8,0. Stan chemiczny wód nie był wówczas monitorowany.

## Galeria

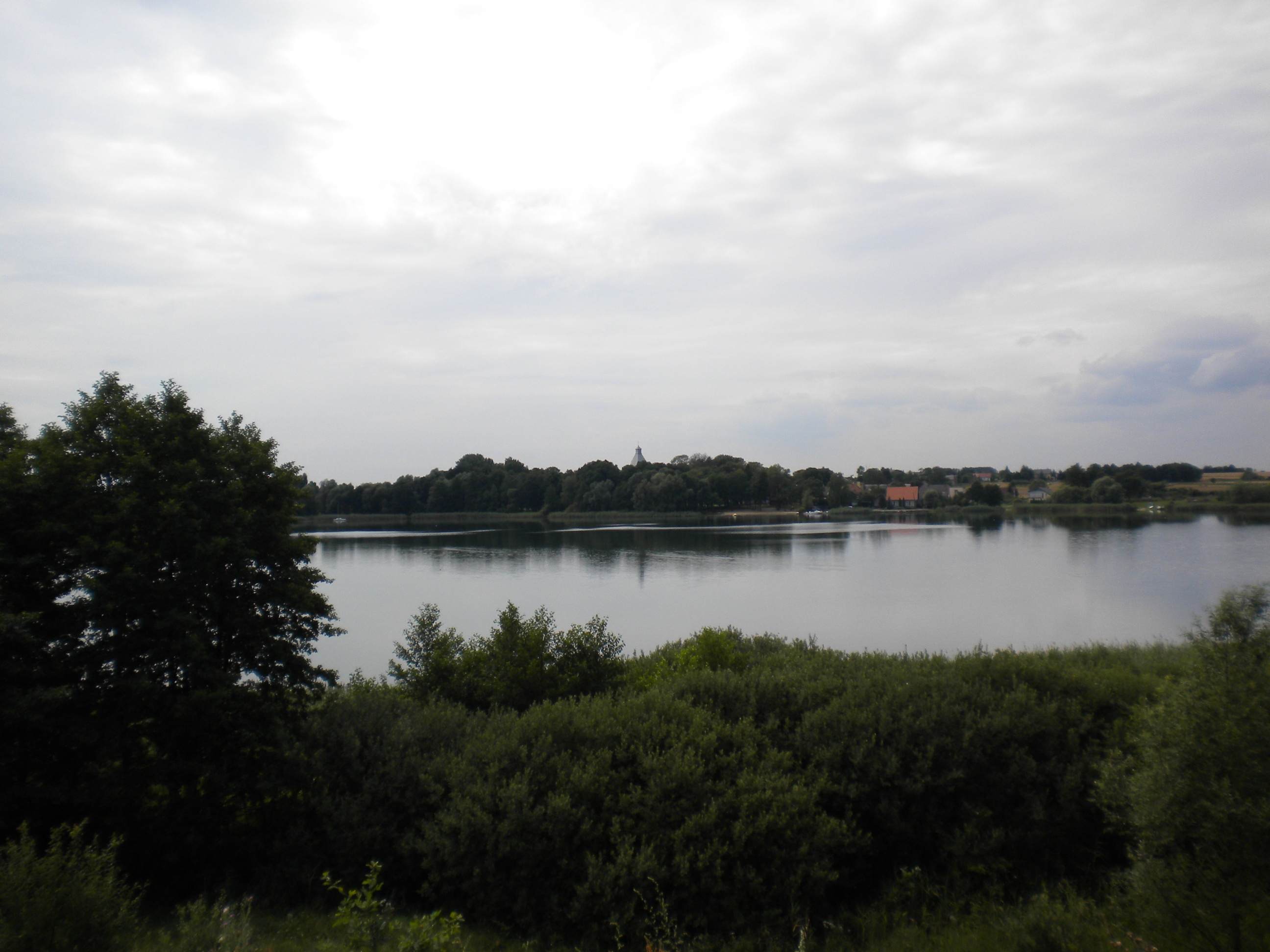
Lednica w lipcu 2012
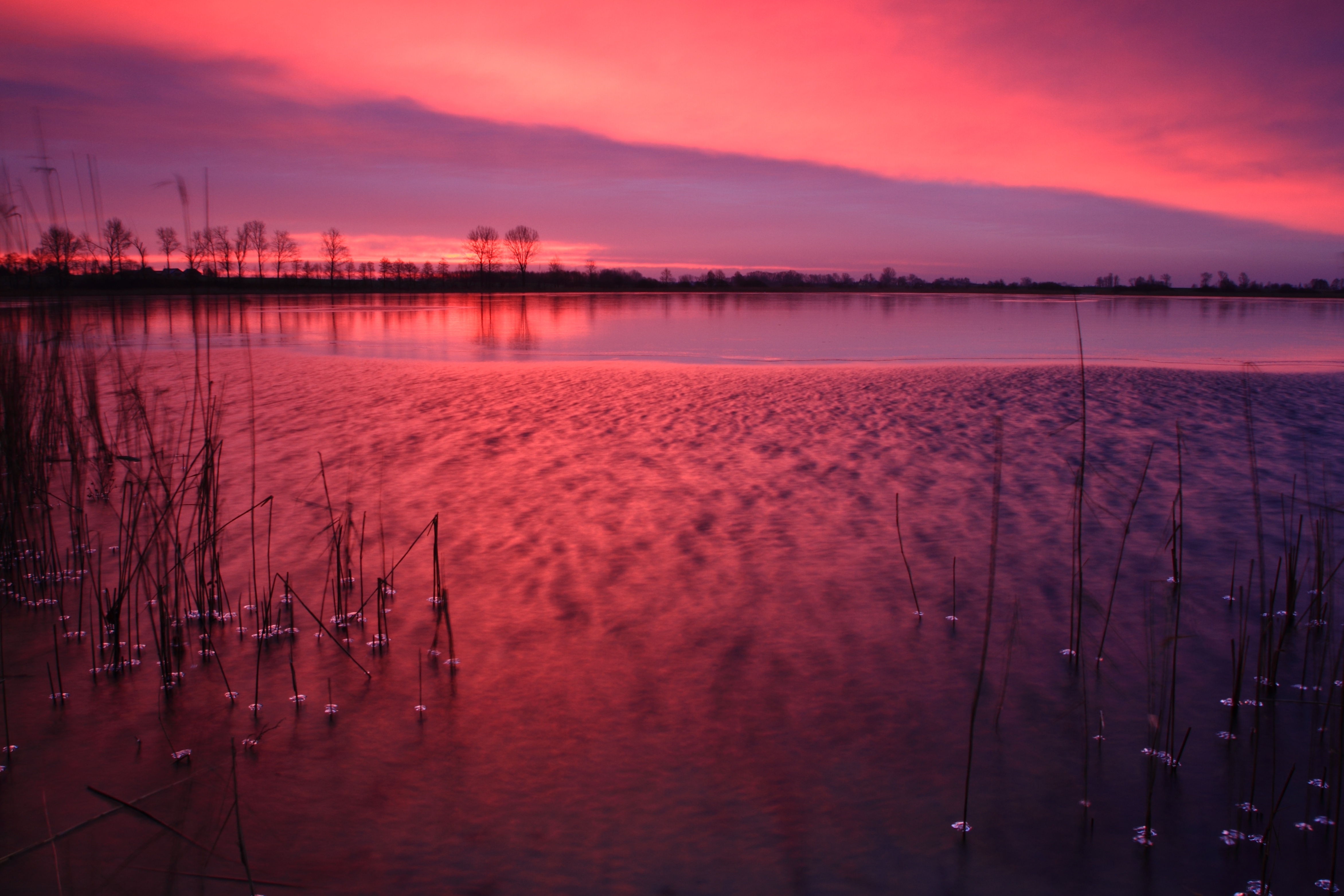
Lednica w styczniu 2015 o poranku
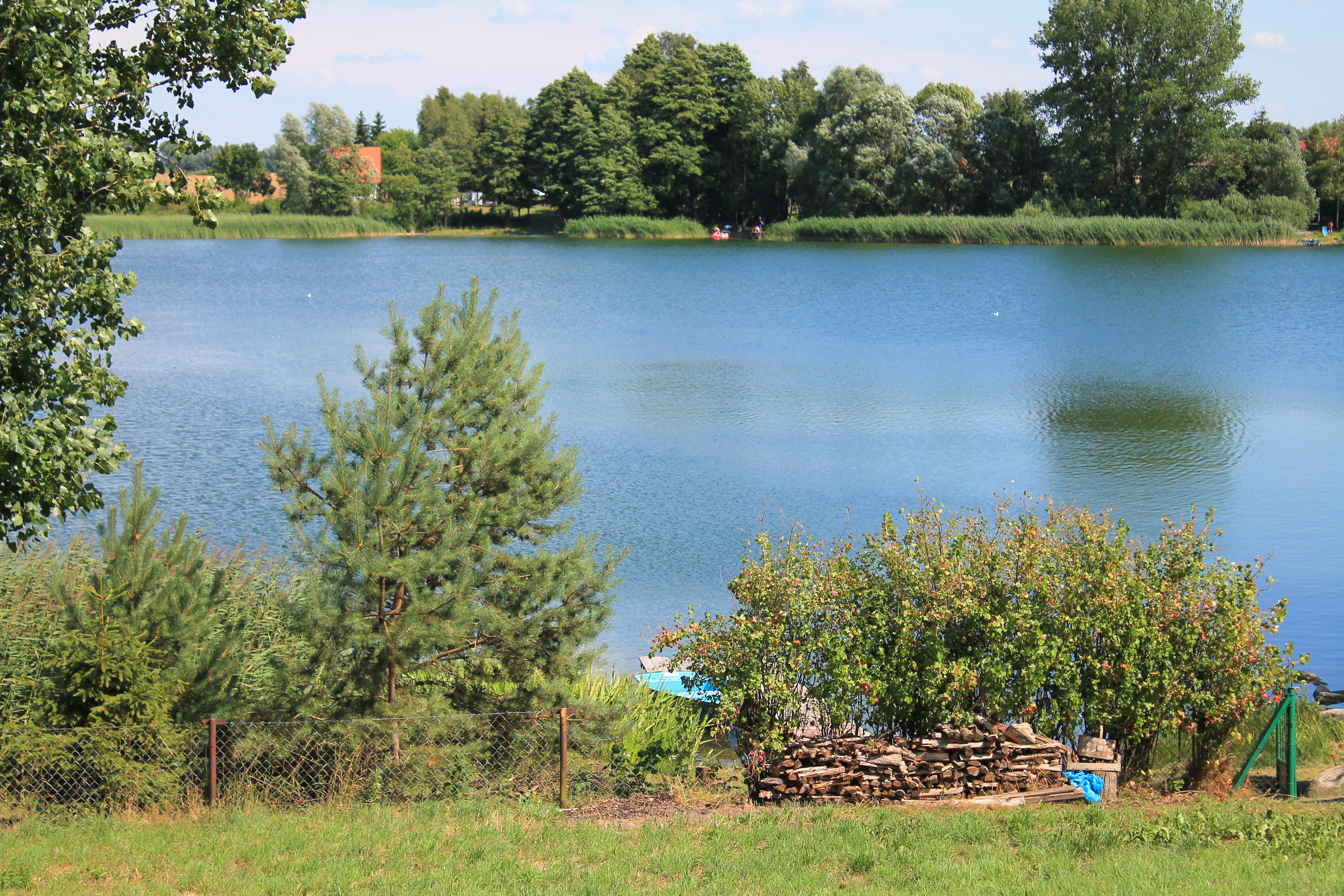
Jezioro we wsi Imiołki w lipcu 2018
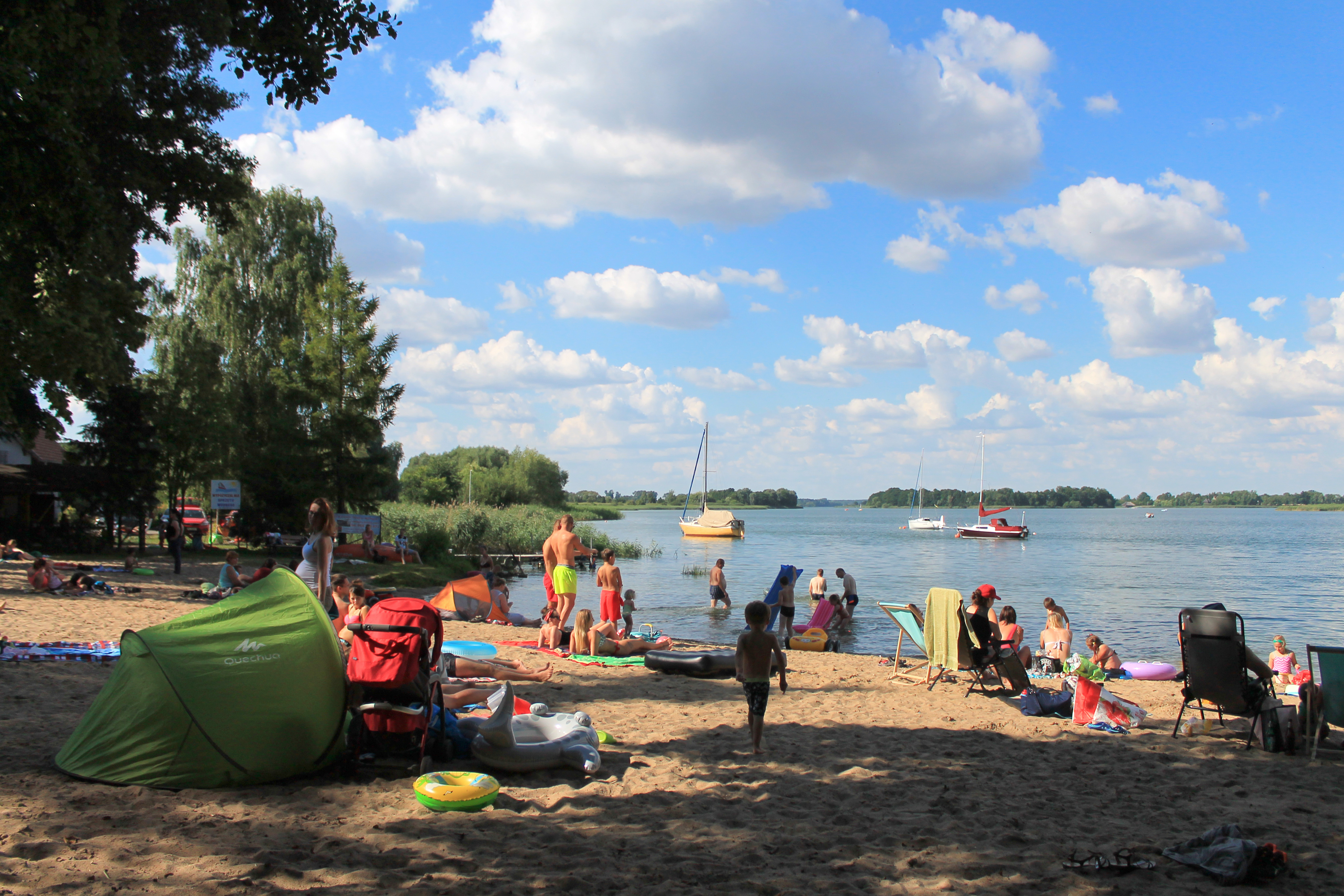
Plaża w Lednogórze w lipcu 2018